# St. Florian (Držovice)

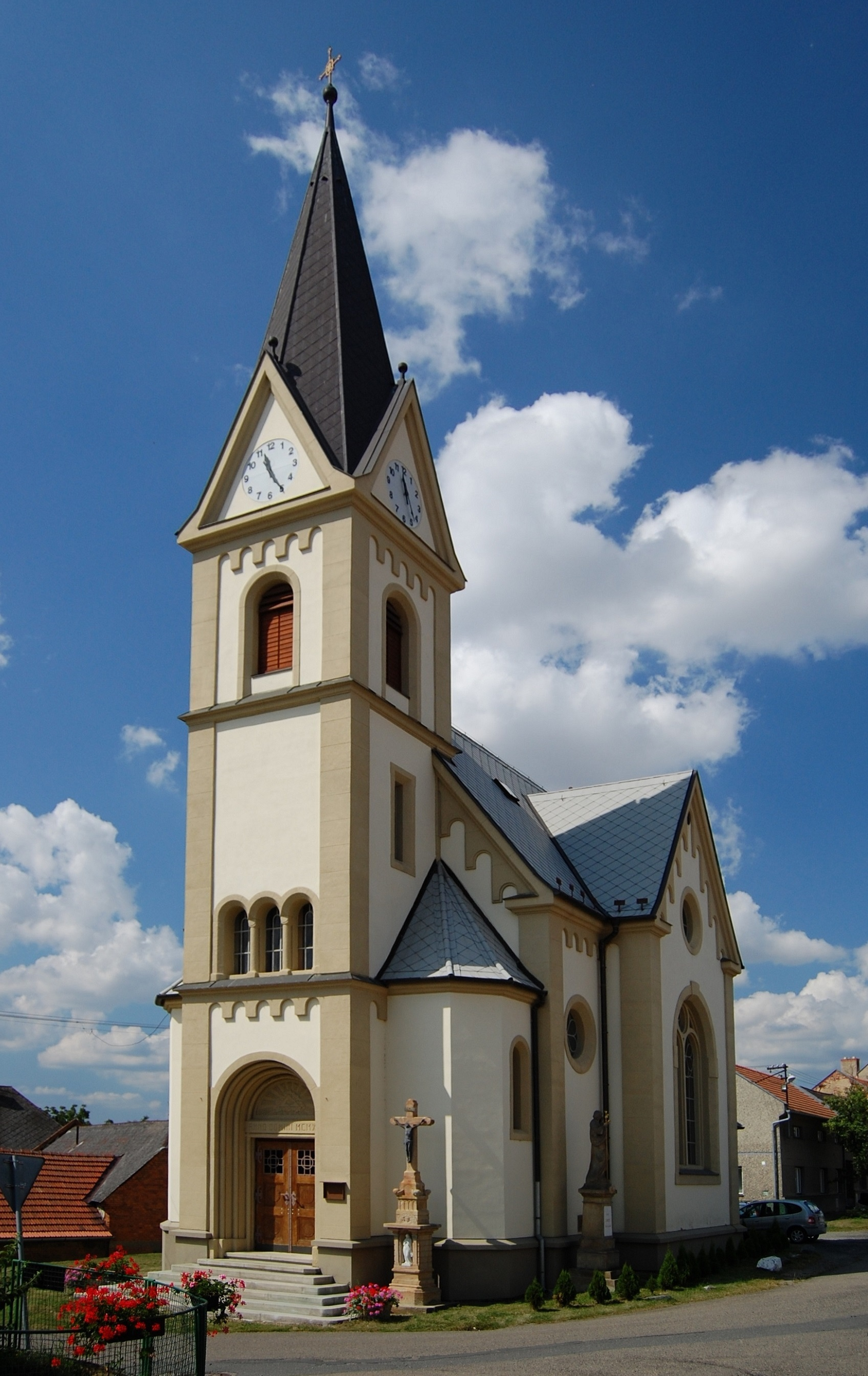
St.-Florian-Kirche

Die römisch-katholische Kirche St. Florian in Držovice in Tschechien ist eine während des Ersten Weltkriegs 1914 bis 1916 erbaute neuromanische Kirche.

## Geschichte
Im 1901 wurde der Verein gegründet, der eine Kirche in Držovice erbauen möchte und dafür das Geld sammeln anfing. Die Kirche wurde zwischen den Jahren 1914–1916 von der Firma Konečný & Nedělník erbaut. Sie wurde 1919 geweiht und nach dem Schutzpatron St. Florian ernannt. Im Jahre 2004 wurde die Kirche rekonstruiert.